# Czernina

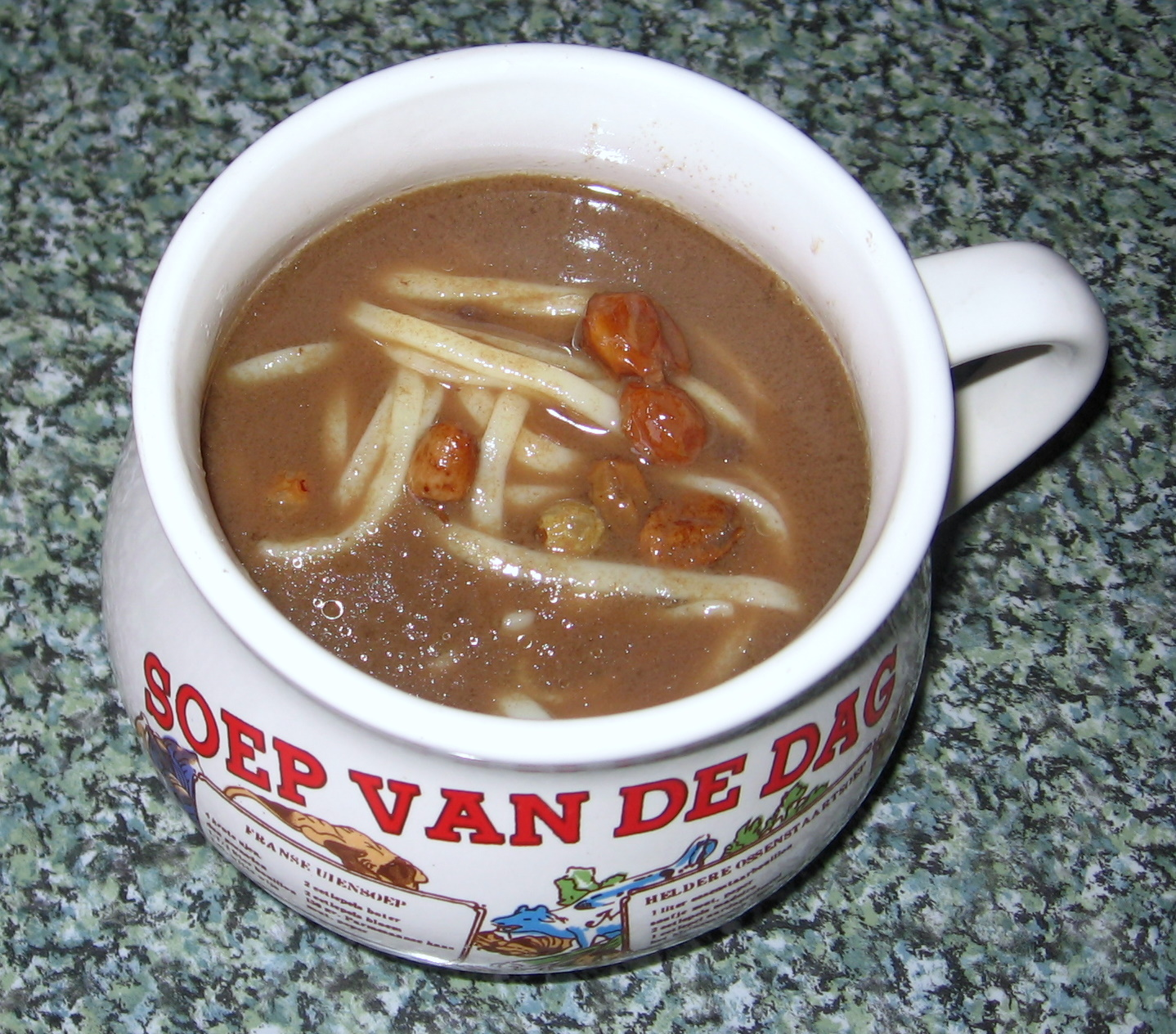
Czernina

Czernina ist eine polnische Suppe, deren Hauptzutat aus Entenblut (manchmal auch Hühnerblut) besteht. Damit die Suppe einen süß-sauren Geschmack bekommt, wird Essig und etwas Zucker verwendet. Ansonsten gibt es viele verschiedene Rezepte. Hinzugefügt werden häufig getrocknete Pflaumen, Birnen, Kirschen oder auch Rosinen.
Czernina wird entweder mit Klößen, selbstgemachten Nudeln oder auch mit Kartoffeln serviert.
Ein traditionelles Gericht ist die kaszëbskô czarwina in Polnisch czernina kaszubska, die kaschubische Art dieser Suppe.